# Баго (область)

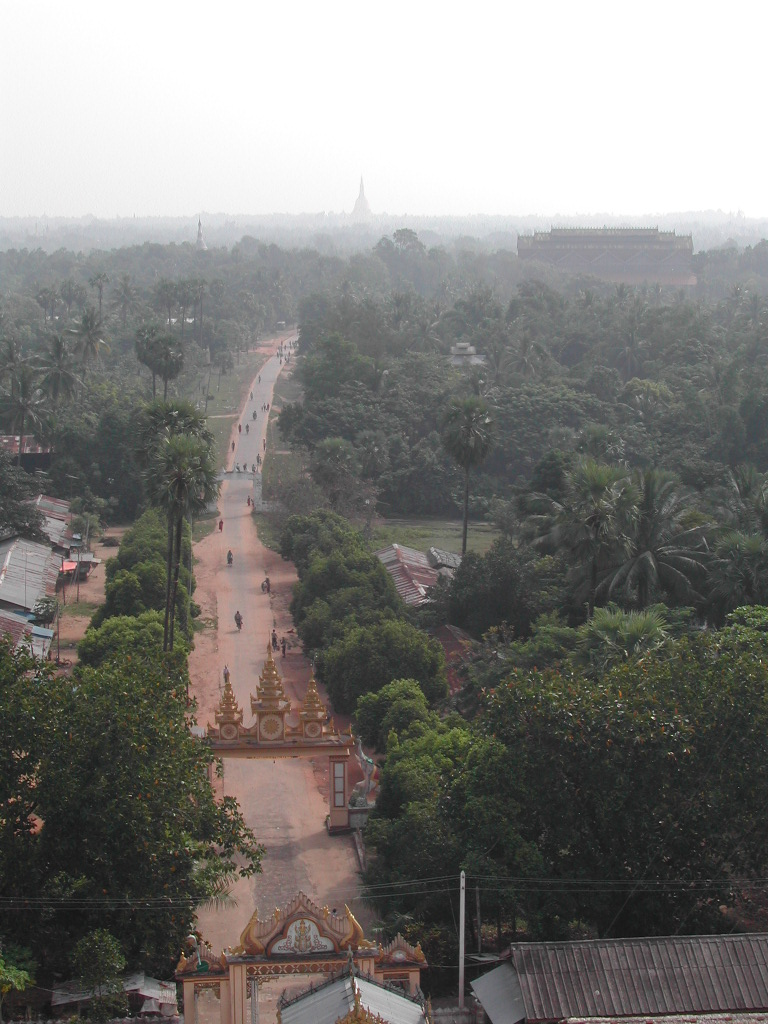
Вид на місто Пегу від пагоди Махазеді Пайя

Округ Пегу (Баго) — область М'янми, розташована на півдні країни. Координати між 46° 45'с.ш. і 19° 20'с.ш .; 94° 35'с.д. і 97° 10'с.д. 
Адміністративний центр — місто Пегу (Баго). 
Історично пов'язаний з державою Мон.

## Історія
За легендами, два монських принца з держави Татон заснували місто Пегу в 573 році. Вони побачили на острові у великому озері гуску, яка стояла на спині гусака, що було визнано сприятливим ознакою. Слідуючи диву, вони заснували місто, яке було назване Хантхаваді (палі: Хамсаваді). Раніше місто стояло на морі і було морським портом.
Найперша згадка — у творах арабського географа Ібн-Худадбіна близько 850 року. У цей час столиця монів перемістилася в Татон. Ця область була зайнята бірманцями з Пагана в 1056 році. Після монгольської навали і розгрому Пагана в 1287 царство Мон знову здобуло незалежність.
З 1369 по 1539 рр. Хантхаваді було столицею монського царства Раманадеса, яке об'єднувало всю Нижню Бірму. Область в 1539 році була завойована царем Табіншветхі держави Таунгу.
У царстві Таунгу Пегу став столицею в 1539–1599 рр., а потім знову в 1613–1634 рр., через Пегу відбувалося вторгнення в Сіам. Європейці нерідко відвідували порт Пегу, і в європейських джерелах відзначають міць і велич міста. В 1634 році столицею стало місто Ава. В 1740 році мони повстали. До 1757 року вони утримували незалежність, але цар Алаунгпая розгромив монів і повністю зруйнував місто.
Цар Бодопая (1782–1819) відбудував місто заново, але річка змінила течію, і місто виявилося відрізаним від моря, втративши свою торгову значимість.
В 1852 році англійці анексували Пегу (див. Друга англо-бірманська війна). В 1862 році була утворена провінція Британська Бірма зі столицею в Рангуні.

## Демографія
Область населяють бірманці, карени, мони, шани, пао, араканці і чини, всього 5 678 069 чоловік (2012). Щільність населення — 144,10 чол./км². Більшість — буддисти, говорять бірманською мовою.

## Адміністративний поділ

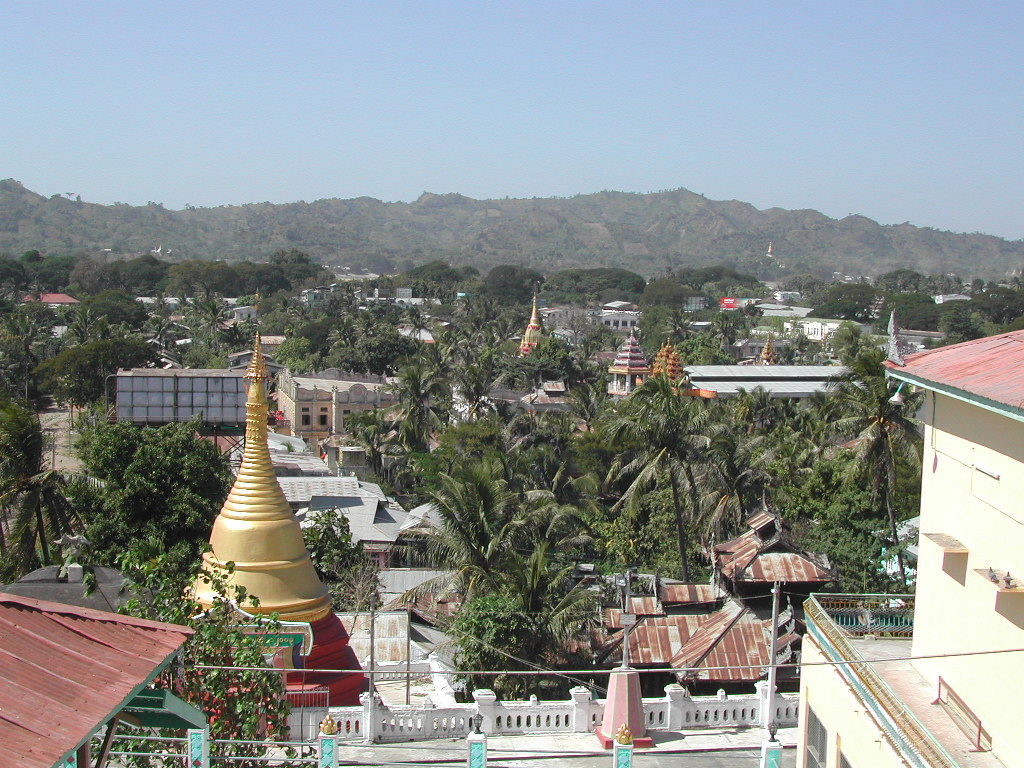
Вид на місто П'яй від пагоди Швесандо Пайя

Область розділено на чотири округи: Баго, Тхайяваді, П'ї і Таунгу. Пегу — столиця, четверте за величиною місто Бірми. Інші великі міста — Таунгу, П'ї і Ньяунлебін.

## Економіка
Основою економіки є виробництво деревини, в першу чергу тикового дерева. В окрузі знайдена нафта. Дві третини посівних площ займає рис.